# Mołdawia na Mistrzostwach Świata w Lekkoatletyce 2013
Mołdawia na Mistrzostwach Świata w Lekkoatletyce 2013 – reprezentacja Mołdawii podczas czempionatu w Moskwie liczyła 4 zawodników.

## Występy reprezentantów Mołdawii

### Mężczyźni
| Konkurencja                   | Zawodnik       | Runda 1      | Runda 1 | Półfinał | Półfinał | Finał        | Finał   |
| Konkurencja                   | Zawodnik       | Rezultat     | Pozycja | Rezultat | Pozycja  | Rezultat     | Pozycja |
| ----------------------------- | -------------- | ------------ | ------- | -------- | -------- | ------------ | ------- |
| Bieg na 3000 m z przeszkodami | Ion Luchianov  | 8:19,64 (SB) | 5. q    | —        | —        | 8:19,99      | 9.      |
| Maraton                       | Sergiu Ciobanu | —            | —       | —        | —        | 2:34:17 (SB) | 48.     |
| Maraton                       | Roman Prodius  | —            | —       | —        | —        | 2:29:08      | 46.     |

### Kobiety
| Konkurencja   | Zawodnik        | Runda 1  | Runda 1 | Półfinał | Półfinał | Finał    | Finał   |
| Konkurencja   | Zawodnik        | Rezultat | Pozycja | Rezultat | Pozycja  | Rezultat | Pozycja |
| ------------- | --------------- | -------- | ------- | -------- | -------- | -------- | ------- |
| Bieg na 400 m | Olesea Cojuhari | 52,45    | 26.     | NQ       | NQ       | NQ       | NQ      |